# Tipula (Savtshenkia) nephrotomoides
Tipula (Savtshenkia) nephrotomoides is een tweevleugelige uit de familie langpootmuggen (Tipulidae). De soort komt voor in het Afrotropisch gebied.